# Provin
Provin là một xã ở trong tỉnh Nord ở miền bắc nước Pháp. Xã này có diện tích 3,39 km², dân số năm 1999 là 3678 người. Xã nằm ở khu vực có độ cao trung bình 26 mét trên mực nước biển.